# Рамселар, Барт
Барт Рамселар (нидерл. Bart Ramselaar; род. 29 июня 1996, Амерсфорт, Утрехт) — нидерландский футболист, играющий на позиции полузащитника. Ныне выступает за сингапурский клуб «Лайон Сити Сейлорс».

## Клубная карьера
Барт является воспитанником академии «Утрехта», в которую он попал в 14 лет и окончил её в 2015 году. 1 марта 2015 года дебютировал в «Утрехте» поединком против «Фейеноорда», выйдя на замену на 87-й минуте вместо Марка Димерса. Особенно впечатляющей стала вторая игра, спустя больше месяца, 19 апреля против «Твенте», где Рамселар появился в основном составе. После неё он удостоился весьма лестных оценок.
Он играет так, как будто провёл в Эредивизи уже сотню матчей.Роб Алфлен, главный тренер ФК «Утрехт» (2015—2016)
Всего в дебютном сезоне провёл пять встреч, забил один мяч, 17 мая 2015 года в ворота «Витесса».
Сезон 2015/2016 игрок начал в стартовым составе, был основным игроком. Провёл 37 игр, в 35 из них выходил в стартовом составе, забил пять мячей. В сентябре 2015 года подписал контракт до конца сезона 2019 года. Также совместно с командой выступал в Кубке Нидерландов, дойдя до финала, где «Утрехт» уступил «Фейеноорду». Рамселар был ключевым игроком и принял участие во всех матчах. Наиболее успешным следует считать его дубль в ворота ПСВ в поединке четвертьфинала.
В середине августа 2016 года футболист уже перешёл в ПСВ. Сумма трансфера составила 4,3 млн, также контрактом предусмотрены различные бонусные выплаты евро.
28 августа Рамселар дебютировал за свой новый клуб в поединке против «Гронингена», выйдя на замену на 84-й минуте вместо Сантьяго Ариаса. 10 сентября забил свой первый мяч за ПСВ в ворота НЕКа. 13 сентября Барт дебютировал в Лиге Чемпионов поединком против мадридского «Атлетико», выйдя на замену на 67-й минуте вместо Йоррита Хендрикса. В августе 2019 года вернулся в «Утрехт».

## Карьера в сборной
Вызывался в юношеские сборные Нидерландов, основным игроком не был. После того, как успешно заиграл в «Утрехте», стал вызываться в молодёжную сборную. 25 марта 2016 года дебютировал в ней товарищеским поединком против сверстников из Норвегии. В мае 2016 года получал вызов на сборы главной команды страны перед товарищескими матчами против Ирландии и Австрии.

## Статистика

### Список матчей за сборную
| Матчи Рамселара за сборную Нидерландов | Матчи Рамселара за сборную Нидерландов | Матчи Рамселара за сборную Нидерландов | Матчи Рамселара за сборную Нидерландов | Матчи Рамселара за сборную Нидерландов | Матчи Рамселара за сборную Нидерландов |
| -------------------------------------- | -------------------------------------- | -------------------------------------- | -------------------------------------- | -------------------------------------- | -------------------------------------- |
| №                                      | Дата                                   | Соперник                               | Счёт                                   | Голы Рамселара                         | Соревнование                           |
| 1                                      | 9 ноября 2016                          | Бельгия                                | 1:1                                    | —                                      | Товарищеский матч                      |
| 2                                      | 13 ноября 2016                         | Люксембург                             | 3:1                                    | —                                      | Чемпионат мира 2018 (отбор)            |
| 3                                      | 4 июня 2017                            | Кот-д’Ивуар                            | 5:0                                    | —                                      | Товарищеский матч                      |

Итого: 3 матча / 0 голов; 2 победы, 1 ничья, 0 поражений.

## Достижения
«Утрехт»
- Финалист Кубка Нидерландов: 2015/16

ПСВ
- Чемпион Нидерландов: 2017/18

«Лайон Сити Сейлорс»
- Чемпион Сингапура: 2024/25[англ.]